# 구호기사단
예루살렘의 성 요한의 구호형제회(라틴어: Ordo Fratrum Hospitalis Sancti Ioannis Hierosolymitani), 통칭 구호기사단(Knights Hospitaller)은 중세 천주교 기사수도회 중 하나이다. 그 소속 수도사들을 구호사(Hospitaller)라고 했다. 오늘날 국제법상으로 주권주체인 몰타 기사단으로 존속하고 있다.
구호기사단은 12세기 초 수도원 개혁이 한창일 때 만들어졌다. 1023년 아말피 공국이 예루살렘의 무리스탄 구역에 세례 요한에게 봉헌된 순례자들을 위한 구호소를 세웠다. 1099년 제1차 십자군으로 예루살렘이 정복된 뒤 구호소는 성지 방위를 담당하는 기사수도회 중 하나로 조직되었다. 제9차 십자군 때 성지가 이슬람 세력에게 영영 넘어가면서 구호기사들은 로도스로 옮겨가 활동했고 그 뒤 몰타로 옮겨가 스페인의 부왕령인 시칠리아의 제후국이 되었다. 17세기 중반에는 카리브해의 섬 4개를 정복하면서 신대륙 식민화에 나선 가장 작은 세력으로 이름을 올리기도 했다. 이때 정복했던 섬들은 1660년대에 프랑스에게 빼앗긴다.
프로테스탄트 종교개혁이 일어나면서 네덜란드와 북독일의 부유한 지부장들이 개신교로 개종하면서 구호기사단은 약화되었다. 잉글랜드, 덴마크, 스웨덴 등 북유럽의 지부들이 해체된 데 이어 1798년 나폴레옹 1세가 몰타를 정복하면서 구호기사단은 치명상을 입었다. 19세기 초 재건에 성공하여 종교적 인도적 구호단체로 활동하게 되었으며, 1834년 로마에 새로운 본부를 얻고 현재까지 거기에 본부를 두고 있다.

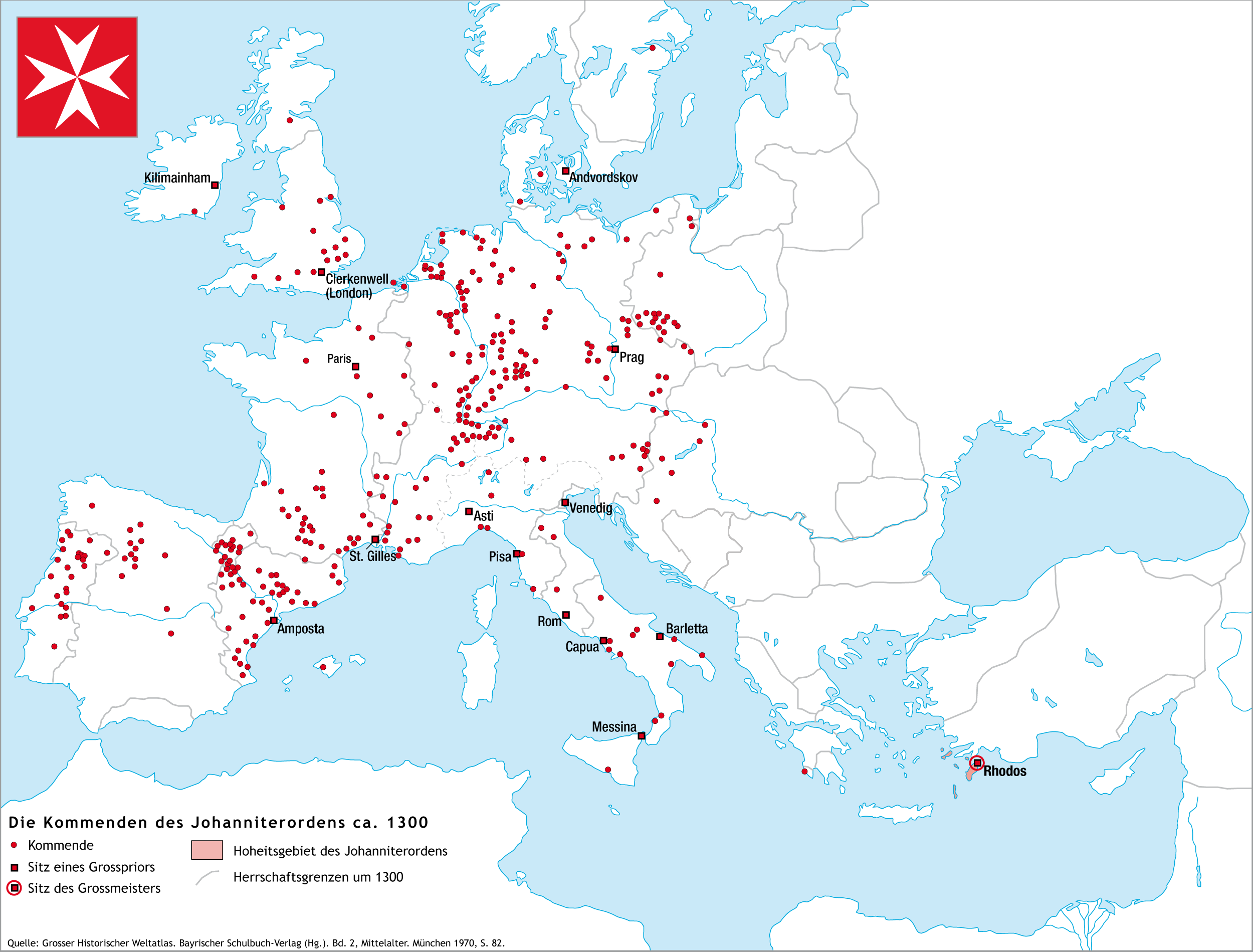
1300년경의 유럽 각지 구호기사단 지부 소재지

## 같이 보기
- 천주의 성 요한 수도회